# Mahmud Pascha

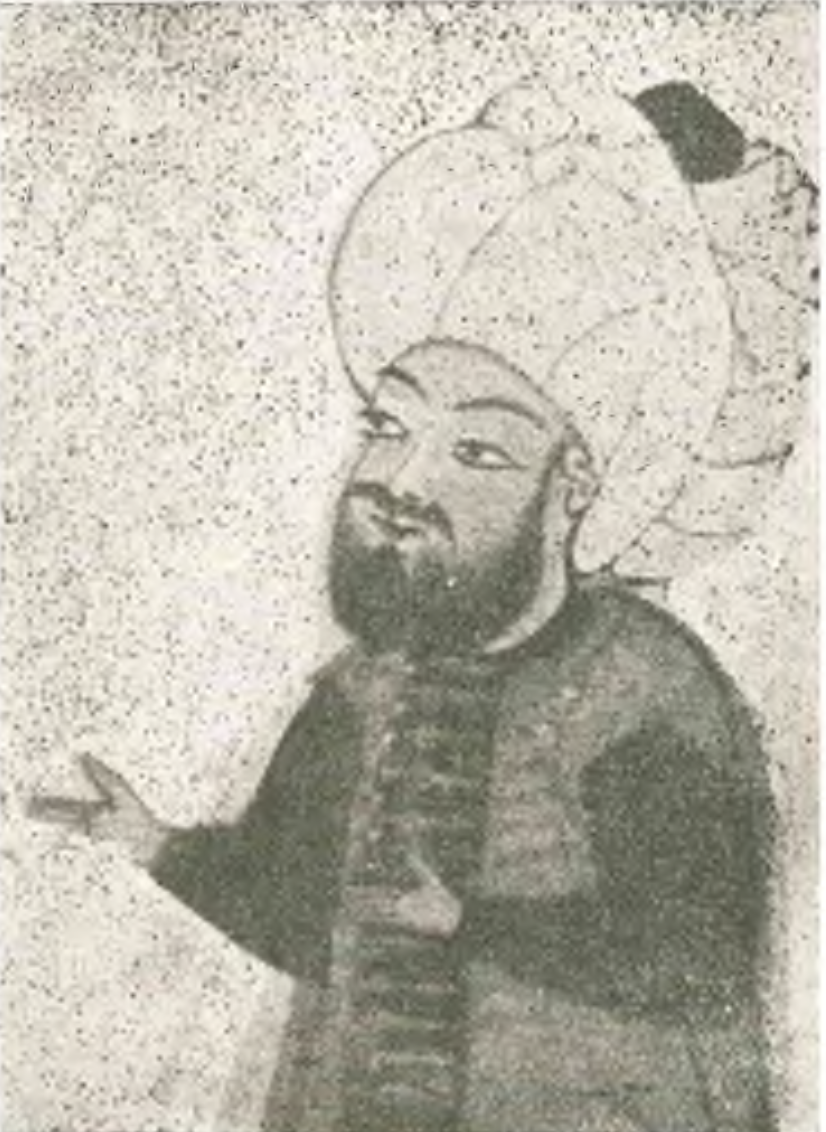
Mahmud Pasha

Mahmud Pascha (auch Mahmud Pascha Anđelović oder Angelović, genannt Veli Mahmud Pascha, * in Novo Brdo im östlichen Kosovo, nach anderen Quellen in Alaca Hisar, heute Kruševac in Serbien; † 18. Juli 1474 in Konstantinopel) war in den Jahren 1456–1468 und 1472–1474 Großwesir des osmanischen Sultans Mehmed II.

## Karriere
Mahmud wurde als Sohn christlicher Eltern geboren. Er entstammte einem Zweig des byzantinischen Adelsgeschlechts der Angeloi, welcher nach der osmanischen Eroberung Thessaliens nach Serbien floh und dort hohe Ämter bekleidete. Um 1427 wurde er im Zuge einer Knabenlese nach Edirne gebracht und zum Janitscharen erzogen. Dort bekam er den Namen Mahmud. Nach Laonikos Chalkokondyles wurde er als Kind von osmanischen Reitern entführt, als er sich mit seiner Mutter auf dem Weg von Novo Brdo nach Smederevo, der damaligen Hauptstadt des serbischen Despotats, befand. Sein Bruder Mihailo Anđelović war einer der letzten Gouverneure des serbischen Despotats vor dessen Eroberung 1459, die Mahmud Pascha selbst leitete, ebenso wie die Eroberung Bosniens 1463.
Seine Ausbildung erhielt er im Palast in Edirne, wo er seine politische Karriere nach der Inthronisierung Mehmeds II. begann. Mit diesem war er als Agha eines Janitscharenkorps an der Eroberung von Konstantinopel beteiligt und wurde daraufhin 1456 zum Großwesir und kurze Zeit später zum Beylerbey ernannt. Als Großwesir war er an Feldzügen des Sultans beteiligt, 1456–58 gegen Serbien, 1460/61 gegen Sinope und Trapezunt. Die Eroberung des letzteren wird als sein Verdienst angesehen. 1462 war er am Feldzug gegen Vlad Dracul in der Walachei beteiligt, als Flottenkommandant eroberte er Lesbos und vertrieb die Venezier vom Isthmus von Korinth. Als 1462 beim Angriff auf die Karamanoğlu deren Herrscher Ishak Bey entkam, wurde Mahmud Pascha seines Großwesiramtes enthoben. Nach einiger Zeit als Gouverneur des Sandschak von Gallipoli wurde er 1472 erneut Großwesir, um den Sultan im Kampf gegen Uzun Hasan, den Herrscher der turkmenischen Aq Qoyunlu zu unterstützen. Nach Intrigen des zweiten Wesirs Rum Mehmed Pascha wurde ihm mangelnder Eifer bei der Verfolgung von Flüchtlingen vorgeworfen, worauf er im selben Jahr wiederum entlassen wurde. Er setzte sich in der Nähe von Edirne zur Ruhe. Als er zum Begräbnis des Prinzen Mustafa in die Hauptstadt zurückkehrte, wurde er auf Verleumdungen hin festgenommen, in der Festung Yedikule inhaftiert und 1474 hingerichtet.

## Leistungen
Mahmud Pascha ist heute bekannt als Bauherr der Mahmutpaşa-Moschee in Istanbul, wo er auch begraben ist. Auch eine Medrese und eine Schule wurden in seinem Auftrag gebaut, ebenso der gedeckte Basar Mahmut Paşa Bedesteni in Ankara, in dem heute das Museum für anatolische Zivilisationen untergebracht ist. Er trat als Unterstützer von Schriftstellern und Wissenschaftlern hervor und war auch selbst dichterisch tätig, wobei nicht klar ist, ob ihm der Name ʿAdlī oder ʿAdanī zuzuordnen ist.